# Чебан Юрій Володимирович
Ю́рій Володи́мирович Чеба́н (нар. 5 липня 1986, Одеса, Українська РСР, СРСР) — український веслувальник-каноїст, дворазовий олімпійський чемпіон (2012 та 2016), бронзовий призер Олімпійських ігор (2008), призер чемпіонатів світу і Європи. Заслужений майстер спорту.

## Спортивна кар'єра
Юрій Володимирович Чебан народився 5 липня 1986 року в місті Одеса Української РСР.
Закінчив Полтавський педагогічний університет, бакалавр (2008 р.), Південноукраїнський педагогічний університет ім. К. Д. Ушинського, магістр (2009).
Чебан виступав за збірну України. Тренери — В'ячеслав Сорокін, Людмила Чебан. Перший тренер — Євгеній Лесяк.
2004 року дебютував на чемпіонаті Європи — 6-е місце (каное-одиночка, 500 метрів).
2005 року на чемпіонаті світу — 9-е місце (каное-двійка, 1000 метрів).
2006 року на чемпіонаті Європи — 3-є місце (каное-одиночка, 500 метрів) і 9-е місце (каное-четвірка, 200 метрів), на чемпіонаті світу — 2-е місце (каное-одиночка, 500 метрів) і 7-е місце (каное-четвірка, 200 метрів).
2007 року на чемпіонаті Європи — 3-є місце (каное-одиночка, 200 метрів) і 9-е місце (каное-одиночка, 500 метрів і каное-одиночка, 1000 метрів), на чемпіонаті світу — 1-е місце (каное-одиночка, 200 метрів), 7-е місце (каное-одиночка, 500 метрів) і 8-е місце (каное-двійка, 1000 метрів).
Чемпіонат Європи 2007 року серед молоді U-23 — 1-е місце (каное-одиночка, 500 метрів).
2008 року на чемпіонаті Європи — 3-є місце (каное-одиночка, 500 метрів) і 7-е місце (каное-одиночка, 1000 метрів).
Бронзовий призер XXIX Олімпійських ігор 2008 року в Пекіні: у змаганнях з веслування на каное-одинаках подолав дистанцію 500 метрів за 1 хвилину та 48,766 секунд.
2010 року на чемпіонаті Європи — 2-е місце (каное-одиночка, 200 метрів), на чемпіонаті світу — 3-є місце (каное-одиночка, 200 метрів) і 2-е місце (каное-четвірка, 200 метрів).
2011 року на чемпіонаті Європи — 3-є місце (каное-одиночка, 200 метрів), на чемпіонаті світу — 4-е місце (каное-одиночка, 200 метрів) і 7-е місце (каное-четвірка, 200 метрів).
11 серпня 2012 року здобув золоту медаль Олімпійських ігор у Лондоні у веслуванні на каное-одинаках на 200 метрів, показавши результат 42,291 секунди.
2014 року на чемпіонаті Європи — 5-е місце (каное-одиночка, 200 метрів), на чемпіонаті світу — 1-е місце (каное-одиночка, 200 метрів) і 2-е місце (каное-четвірка, 200 метрів).
На відбірковому до Олімпійських ігор 2016 чемпіонаті світу 2015 Юрій Чебан виступив невдало, зайнявши лише 9-е місце (каное-одиночка, 200 метрів), і отримав право на виступ на Олімпіаді лише завдяки відмові від виступу спортсмена з Океанії.
18 серпня 2016 року здобув золоту медаль Олімпійських ігор у Ріо-де-Жанейро у веслуванні на 200 метрів (каное-одиночка), показавши результат 39,279 секунди.
Після виключення рішенням МОК з Олімпійської програми змагань чоловіків на каное-одиночках на дистанції 200 метрів Чебан залишився єдиним спортсменом у історії Олімпійських ігор, що двічі виграв золото у змаганні на дистанції 200 метрів серед каноїстів-одиночок.
Після Олімпіади 2016 Юрій Чебан вирішив завершити виступи і висунув свою кандидатуру на посаду головного тренера збірної України з веслування на байдарках і каное. Був затвержений на посаді Міністерством молоді та спорту України.
На посаді головного тренера працював до кінця 2021 року, тобто один олімпійський цикл, який тривав не 4, а 5 років через пандемію COVID-19. За цей період підготував каноїстку Анастасію Четверікову, яка стала срібною призеркою Олімпійських ігор в Токіо, а також чемпіонкою світу та Європи. Під його керівництвом збірна України завоювала 2 медалі Олімпійських ігор (1 срібло та 1 бронза), 10 медалей чемпіонатів світу (3 золотих, 2 срібні, 5 бронзових), 17 медалей чемпіонатів Європи (3 золотих, 4 срібних, 10 бронзових) та 3 медалі Європейських ігор (1 золото та 2 срібла). По завершені сезону 2021 року вирішив не брати участь у наступних виборах головного тренера.
Взимку 2024 року вдруге став головним тренером збірної України.

## Державні нагороди та почесні звання

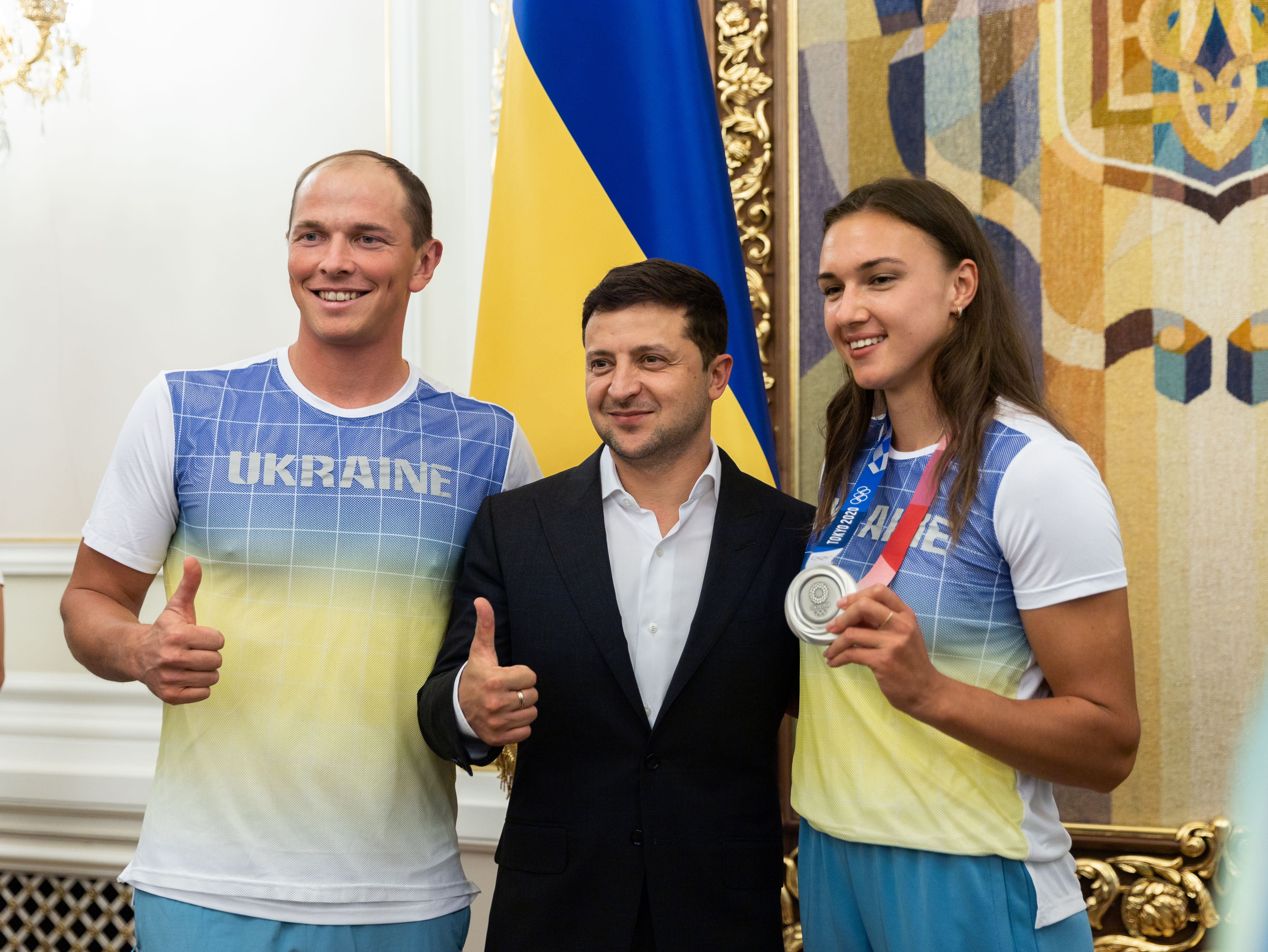
Юрій Чебан та його підопічна Анастасія Четверікова на зустрічі з Перезидентом України Володимиром Зеленським 17 серпня 2021 року

- Орден «За заслуги» II ступеня (4 жовтня 2016 року) —За досягнення високих спортивних результатів на Іграх ХХХІ Олімпіади 2016 року в місті Ріо-де-Жанейро (Федеративна Республіка Бразилія), виявлені мужність, самовідданість та волю до перемоги, утвердження міжнародного авторитету України[8]
- Орден «За заслуги» III ступеня (15 серпня 2012 року) — за досягнення високих спортивних результатів на ХХХ літніх Олімпійських іграх у Лондоні, виявлені самовідданість та волю до перемоги, піднесення міжнародного авторитету України[9]
- Орден «За мужність» III ступеня (4 вересня 2008 року) — за досягнення високих спортивних результатів на XXIX літніх Олімпійських іграх в Пекіні (Китайська Народна Республіка), виявлені мужність, самовідданість та волю до перемоги, піднесення міжнародного авторитету України[10]
- Заслужений працівник фізичної культури і спорту України (16 серпня 2021 року) — за значний особистий внесок у розвиток олімпійського руху, підготовку спортсменів міжнародного класу, забезпечення високих спортивних результатів національною олімпійською збірною командою України на ХХХІІ літніх Олімпійських іграх.[11]

## Особисте життя
Одружений (2016). Дружина — Катерина Василівна (Северцева). Виховують сина Єгора 2017 р.н. і доньку Вероніку 2023 р.н. Хобі: полювання, рибалка.